# Mascon

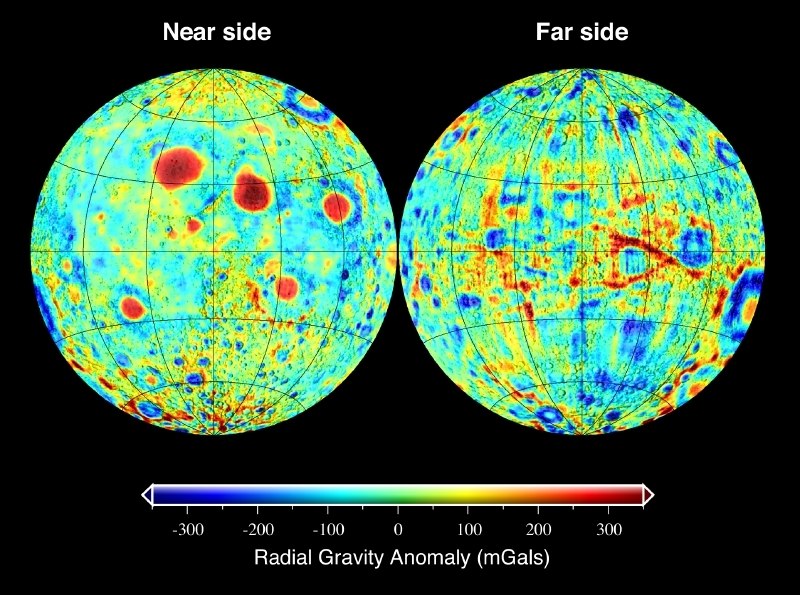
Schwereanomalien auf der erdnahen (links) und der erdfernen Seite des Mondes: rot = positive, blau = negative.

Mascons sind großräumige Bereiche erhöhter Gesteinsdichte unter der Oberfläche des Mondes. Die massereichsten von ihnen liegen im Bereich der großen runden Maria (Mondmeere) auf der Nordhemisphäre. Die Bezeichnung wurde vom englischen Wort für Massenkonzentration (mass concentration) abgeleitet.
Die Dichte innerhalb eines Mascons liegt bei 3,3 g/cm³, für das umgebende Gestein dagegen bei 3,0 g/cm³. Die Masse aller Mascons macht zirka 0,01 bis 0,03 Prozent der Gesamtmasse des Mondes aus.
Als negative Mascons werden Gebiete bezeichnet, die eine geringere Dichte als die Umgebung aufweisen.

## Die größten Mascons

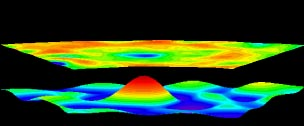
Vergleich der Topografie der Oberfläche (oben) und des Schwerefeldes des Mascons vom Mare Serenitatis (Lunar Prospector, NASA).

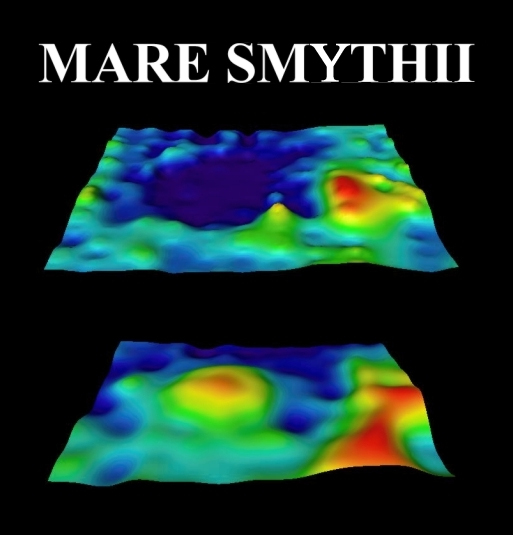
Topografie (oben) und Schwerefeld von Mare Smythii.

Die fünf bedeutendsten Mascons liegen unter den großen runden Mondmeeren auf der erdzugewandten Seite (im Bild oben die roten Gebiete). Kleinere Mascons gibt es auch auf der Mondrückseite, negative (blaue Gebiete) unter einigen sehr großen Einschlagkratern.
Die Orte nach dem Ausmaß der Mascons gereiht:
1. Mare Imbrium, größtes Mondmeer, nordwestlich der Mondmitte
2. Mare Serenitatis nordöstlich der Mondmitte (s. a. Abbildung rechts)
3. Mare Crisium im Osten
4. Mare Nectaris südöstlich der Mondmitte
5. Mare Humorum im Südwesten 

Kleiner und unregelmäßiger:
6. Mare Humboldtianum am nordöstlichen Mondrand
7. Mare Orientale am Westrand, großteils auf der Mondrückseite
8. Mare Smythii am Ostrand (s. a. Abbildung rechts)
9. Ring um Riesenkrater Korolev auf der Mondrückseite
10. Region um Gagarin auf der Mondrückseite
11. Region Mendel-Ryberg auf der Mondrückseite

Negative Mascons (Massendefizite) kennzeichnen viele Wallebenen und Großkrater:
- im südlichen Hochland die Wallebenen Bailly, Schickard, Clavius und benachbarte Großkrater wie Longomontanus und Maginus
- äquatornah auf dem Hochland der Mondrückseite u. a. Hertzsprung und Mendeleev
- und im südlichen Hochland der Mondrückseite u. a. Tsiolkovskiy sowie – innerhalb des Südpol-Aitken-Beckens – die Großkrater Apollo und Schrödinger

## Entdeckungsgeschichte
Schon beim ersten Mondsatelliten Luna-10 wurden Bahnstörungen in Form regionaler Bahnkrümmungen entdeckt, die auf eine uneinheitliche Massenverteilung des Mondes hinwiesen. Nur bei einer kugelsymmetrischen Masseverteilung umkreist ein Satellit den Himmelskörper auf einer elliptischen Bahn, die unregelmäßigen Umläufe der Sonden konnten somit nur mit Schwereanomalien erklärt werden. Bei Lunar Orbiter 1 wurde kurz darauf ein Exzess des prognostizierten Doppler-Effekts in der Telemetrie-Übertragung festgestellt. Mit Luna-11 und Lunar Orbiter 3 konnte erstmals ein regelmäßiges Muster in den Bahnstörungen erkannt werden. Später kartografierte die Lunar-Prospector-Mission diese Gebiete und erstellte eine detaillierte Karte der Mascons.

## Entstehungstheorien
Da Mascons unterhalb von Einschlagskratern und Maria liegen, geht ihre Entstehung auf die Zeit des letzten Großen Bombardements vor ca. 4 bis 3,8 Milliarden Jahren zurück. Riesige Meteoriten stürzten in dieser Ära auf den Mond und durchbrachen dessen Gesteinskruste. Das aufsteigende Magma ergoss sich über die Mondoberfläche und formte so die Maria, unterhalb entstanden die Mascons. Manche Wissenschaftler nehmen an, dass die Mascons Überbleibsel der Eisenkerne dieser Meteoriten sind, andere gehen von Lavablasen aus, die infolge der Einschläge aufstiegen.
Messungen der Apollo-Missionen lassen hingegen vermuten, dass die runden Becken zuerst nur teilweise mit Magma gefüllt wurden. Diese Basaltmassen (Gesteinsdichte 3,3 g/cm³) sanken im umgebenden Krustengestein (2,9 bis 3,4 g/cm³) soweit ein, bis ein isostatisches Gleichgewicht erreicht war. Das Schichtpaket erstarrte dann, sodass spätere Basaltergüsse, die die Maria bis zur heutigen Höhe auffüllten, nicht mehr zur Isostasie gelangten und nun Massenüberschüsse darstellen. Im Zentrum der runden Maria ist die Basaltschicht etwa 25 km dick, zu den Rändern nimmt sie ab.
Die unregelmäßig geformten Mondmeere weisen hingegen keine Mascons auf und sind weniger tief. Sie sind wahrscheinlich gleichzeitig mit den obersten Lavaergüssen der runden Maria entstanden, die dorthin überflossen.

## Einfluss von Mascons auf Orbits von Satelliten
Lunare Mascons beeinflussen das Gravitationsfeld um sie herum derart, dass niedrige Satellitenorbits ohne Bahnkorrekturen instabil sind. Das kann auch zum Absturz des Satelliten führen.
Im Apollo-Programm haben Mascons zu Navigationsfehlern von bis zu 2 km geführt; einkalkuliert waren Abweichungen von max. 200 m. Aus diesem Grund wurde die Software des Apollo Guidance Computer der Mondlandefähre von Apollo 12 und alle folgenden Missionen überarbeitet, um die Abweichungen durch Mascons zu kompensieren. Ansonsten wäre vermutlich eine Landung von Apollo 12 direkt neben dem Landeplatz von Surveyor 3, im Abstand von nur 360 m, unmöglich gewesen.

## Mascons auf der Erde
Unterhalb der großen Einschlagkrater auf der Erde wie beispielsweise unter dem Nördlinger Ries sind keine Massenkonzentrationen nachgewiesen worden. Es wird vermutet, dass der durch den Flug in der Atmosphäre aufgeheizte Kern beim Aufschlag verdampfte oder sich die Trümmerstücke beim Aufprall großflächig verteilten. Auch reicht die Erdkruste wesentlich tiefer als die frühere Mondkruste und wurde nicht wie bei der Entstehung der Marebecken durchschlagen. In Antarktika in Wilkesland wurde im Jahr 2006 eine große Schwereanomalie entdeckt, die eine Mascon sein könnte.